# 拉德施塔特陶恩山脉
拉德施塔特陶恩山脉（德语：Radstädter Tauern）是奧地利的山脈，屬於中阿爾卑斯山脈的一部分，位於薩爾茨堡州恩斯河和穆爾河之間，最高點海拔高度2,711米。